# 남방흰가슴고슴도치
남방흰가슴고슴도치(Erinaceus concolor)는 고슴도치과에 속하는 포유류의 일종이다. 겉모습과 생활 습관이 유럽고슴도치와 아주 유사하지만, 가슴에 흰 반점이 있다. 오랫동안, 두 종은 같은 종으로 간주해 왔다. 북방흰가슴고슴도치는 이전에 남방흰가슴고슴도치의 아종으로 간주해 왔지만, 이제는 새로운 조사 결과를 토대로 별도의 종으로 분류한다. 남방흰가슴고슴도치와 유럽고슴도치는 교잡이 가능하다. 유럽고슴도치와 달리, 남방흰가슴고슴도치는 굴을 파지 않는다. 대신 따로 떨어진 장소에 풀로 둥지를 만든다.